# جيرالدين كينيدي
جيرالدين كينيدي (بالإنجليزية: Geraldine Kennedy) (و. 1951  م) هي سياسية، وصحفية، ومحررة أيرلندية، ولدت في ترامور، هي عضوةٌ فاين جايل.

## مناصب
تولت منصب نائب دييل (10 مارس 1987–25 مايو 1989)
.

## التعليم
تعلمت في معهد دبلن للتقانة ‏
.